# Persa e urdu
As línguas persa e o urdu tiveram uma relação intricada ao longo da história deste último. O persa desempenhou historicamente um papel significativo na formação e desenvolvimento do urdu moderno, e hoje atua como sua língua de prestígio.
O persa moderno foi trazido para o subcontinente indiano por governantes de origem turco-persa da Ásia Central durante o período medieval da região. O grande efeito do persa no urdu se deve ao seu status histórico como língua oficial e literária sob muitos desses governantes, bem como seu status como língua franca durante seu reinado no subcontinente.
O persa foi deslocado pelo urdu durante o domínio colonial na Índia, embora permaneça em uso em seu país natal, Irã (como farsi), Afeganistão (como dari) e Tajiquistão (como tadjique). O urdu é atualmente a língua oficial e franca do Paquistão, e uma língua oficialmente reconhecida na Índia.

## Visão geral
O hindustâni (às vezes chamado hindi-urdu) é uma língua coloquial e franca do Paquistão e do Cinturão Hindi da Índia. Ele forma um continuum dialetal entre seus dois registros formais: o urdu altamente persiano e o hindi sânscrito e despersianizado. O urdu usa uma modificação do alfabeto persa, enquanto o hindi usa o devanágari. O hindustâni, em sua forma comum, é muitas vezes referido como urdu ou hindi, dependendo da formação do falante/instituição. Esta situação está repleta de fatores sociopolíticos e controvérsias, nas quais o persa desempenha um papel. A posição linguística comum é usar o urdu como o termo para o registro, e hindustâni para a língua comumente falada.
O hindustâni tem influência significativa do persa; em sua forma comum, já incorpora muitas palavras e frases do persa assimiladas há muito tempo, que compartilha com falantes além das fronteiras nacionais. Como o registro urdu, tem a maior influência persa de qualquer variedade no subcontinente, apresentando mais influências de vocabulário, gramática e pronúncia. A última forma da língua está associada a contextos formais e prestígio, e é utilizada como meio de comunicação escrita, educação e mídia no Paquistão. Isso acontece em ambientes mais restritos na Índia, onde o registro sânscrito do hindi é mais amplamente utilizado para esses fins; o urdu aparece nos contextos sociais e instituições associadas aos muçulmanos indianos, bem como nos círculos literários. É um dos 22 idiomas programados da Índia e recebe status oficial em vários estados indianos.